# Grigori Miassoïedov
Grigori Miassoïedov (en russe : Григо́рий Григо́рьевич Мясое́дов), né le 7 avril 1834 (19 avril dans le calendrier grégorien) dans le village de Pankov dans le gouvernement de Toula, dans l'Empire russe (actuel raïon de Novoderevenkoski, oblast d'Orel, fédération de Russie) et mort le 18 décembre 1911 (31 décembre dans le calendrier grégorien) à Poltava, est un peintre, parmi les plus représentatifs du réalisme russe de la seconde moitié du XIXe siècle. Il est un des fondateurs du groupe d'artistes des Ambulants. Ses sujets préférés en peinture étaient les scènes de la vie paysanne.

## Biographie

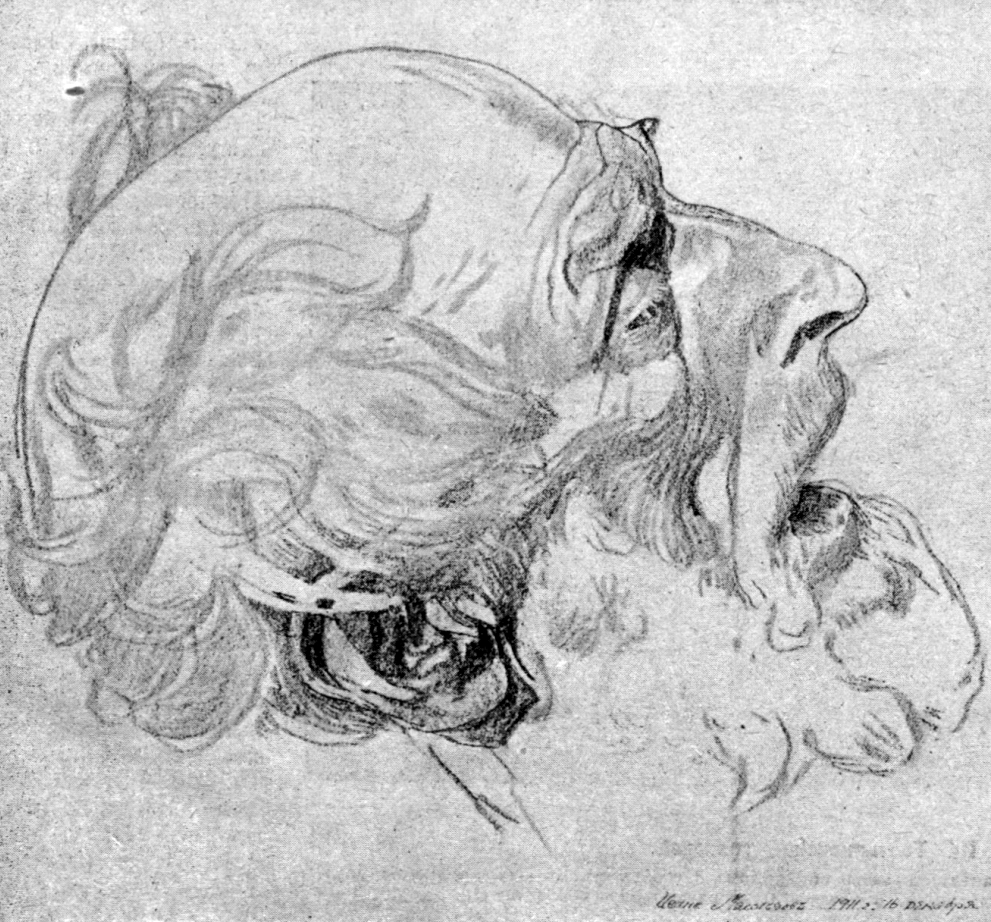
Le visage de Grigori Miassoïedeov à l'agonie d'après nature par son fils peintre Ivan Miassoïedov (1881-1953).

Miassoïedov provient d'une ancienne famille noble. Il étudie au lycée d'Orel. Il ne termine pas ses études et entre directement à l'Académie russe des beaux-arts, où il a comme professeurs Carl Timoleon von Neff et Alexis Markov (en). En 1861, il obtient une petite médaille d'or pour sa toile Félicitations aux jeunes dans la maison du propriétaire (Musée Russe), et l'année suivante une grande médaille d'or pour son tableau Fuite de Grigori Otrepev (Scène de la tragédie d'Alexandre Pouchkine Boris Godounov ; 1825 ; conservé à l'Académie russe des beaux-arts).
Il reçoit une bourse pour visiter l'Europe et part à travailler à Paris, Florence, Rome et en Espagne. C'est de cette période que datent ses toiles : Fête funèbre chez les tziganes en Espagne, Francesca da Rimini et Paolo de Polenta (d'après Dante Alighieri). À son retour en Russie en 1870, il est nommé académicien pour son tableau Incantations. Il est membre actif du groupe d'artistes des Ambulants. Il participe à toutes leurs expositions et se préoccupe de garder son indépendance et sa force créatrice.
Vers la fin des années 1880, il part vivre à Poltava, dans une grande propriété avec parc, jardins, étangs. L'automne, il partait en Crimée. À Poltava, il dessine des esquisses de rideaux de théâtre et de décors. Il organise aussi une école de dessin, il écrit un ouvrage sur le jardinage.
Il meurt le 18 décembre 1911 dans sa propriété de Poltava. Il est enterré dans le parc de sa propriété. Depuis 1926, un observatoire gravimétrique y a été installé.

## Œuvres
Miassoïedov a réalise de nombreux paysages fort pittoresques, surtout en Crimée. L'empereur Alexandre III fit l'acquisition de sa toile Le temps des récoltes (Les moissonneurs) (1887). C'est une composition que le peintre affectionnait et qui représente le monde paysan au travail sous la chaleur du soleil d'été. Mais ses choix de sujets sont vastes et, à côté des paysages, il réalise des scènes dans lesquelles il affirme calmement ses convictions politiques et sociales : dans Le Zemstvo déjeune, il montre l'opposition entre les gens du peuple affamés sous les fenêtres du conseil dont les membres nantis viennent de réaliser un festin dont on voit encore les traces : carafes, vaisselle, sur l'appui de fenêtre. La lecture du décret qui libère les serfs et abolit le servage est un autre exemple de l'expression de ses idées démocrates. Mais sa peinture reste en général sereine et confiante. Il a peint aussi quelques portraits (Nikolaï Beketov, Ivan Chichkine, Egor Gordeïenko (ru)), mais ils occupent peu de place dans son œuvre. Il réalisa également des eaux-fortes.
Il peint également des sujets religieux, comme à l'église de style baroque de Saint-Pétersbourg Spassa-na-Sennoï (détruite en 1961 sous Nikita Khrouchtchev pour y faire passer un métro). Peu de temps avant sa mort, il avait entrepris un triptyque intitulé Sainte Russie. Parmi ses dernières œuvres, on peut citer Seul à seul ou le jeu d'échecs (1907).

## Galerie

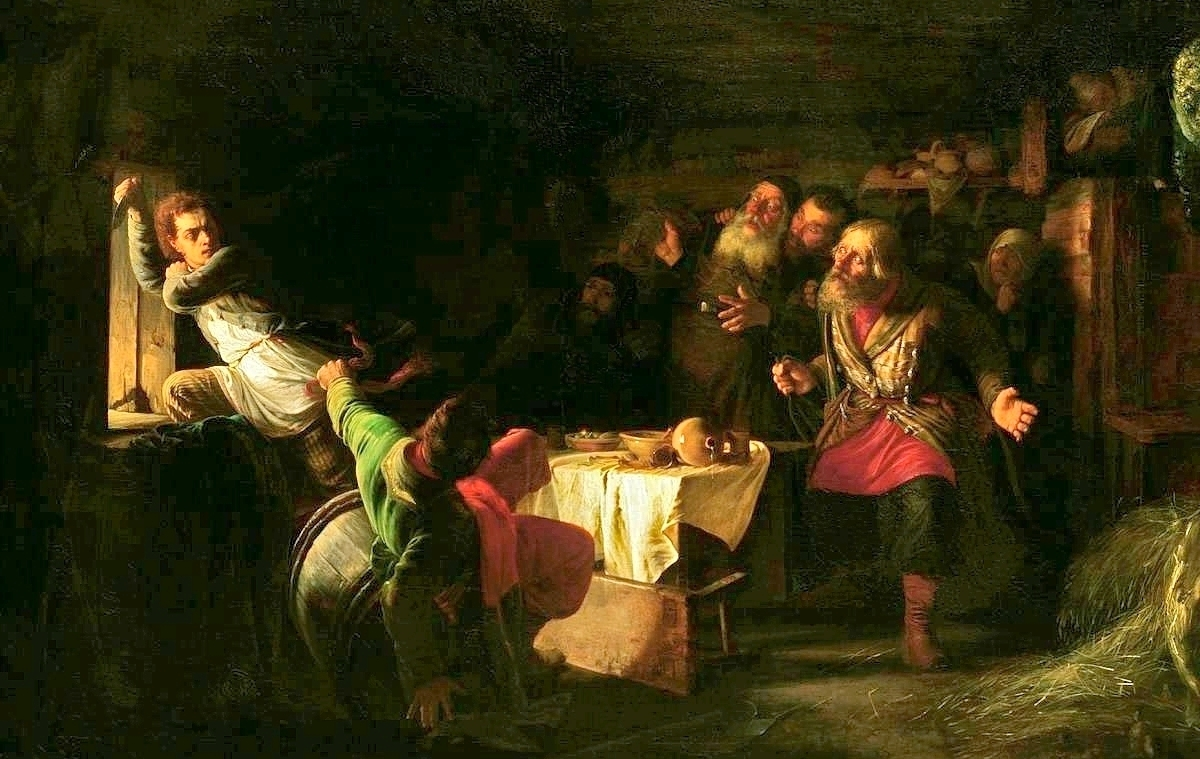
Fuite de Grigori Otrepev (1825) (Musée national Pouchkine).
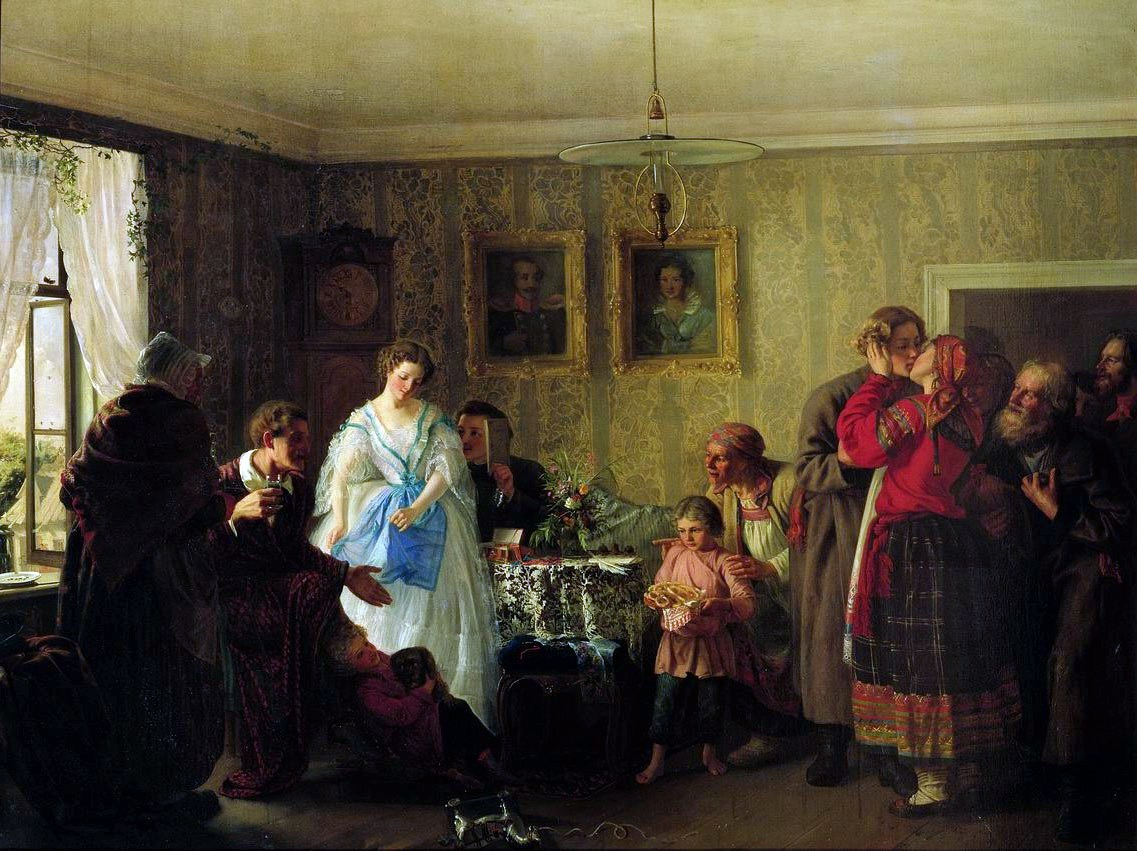
Félicitations aux jeunes dans la maison du propriétaire, 1861, Musée Russe.
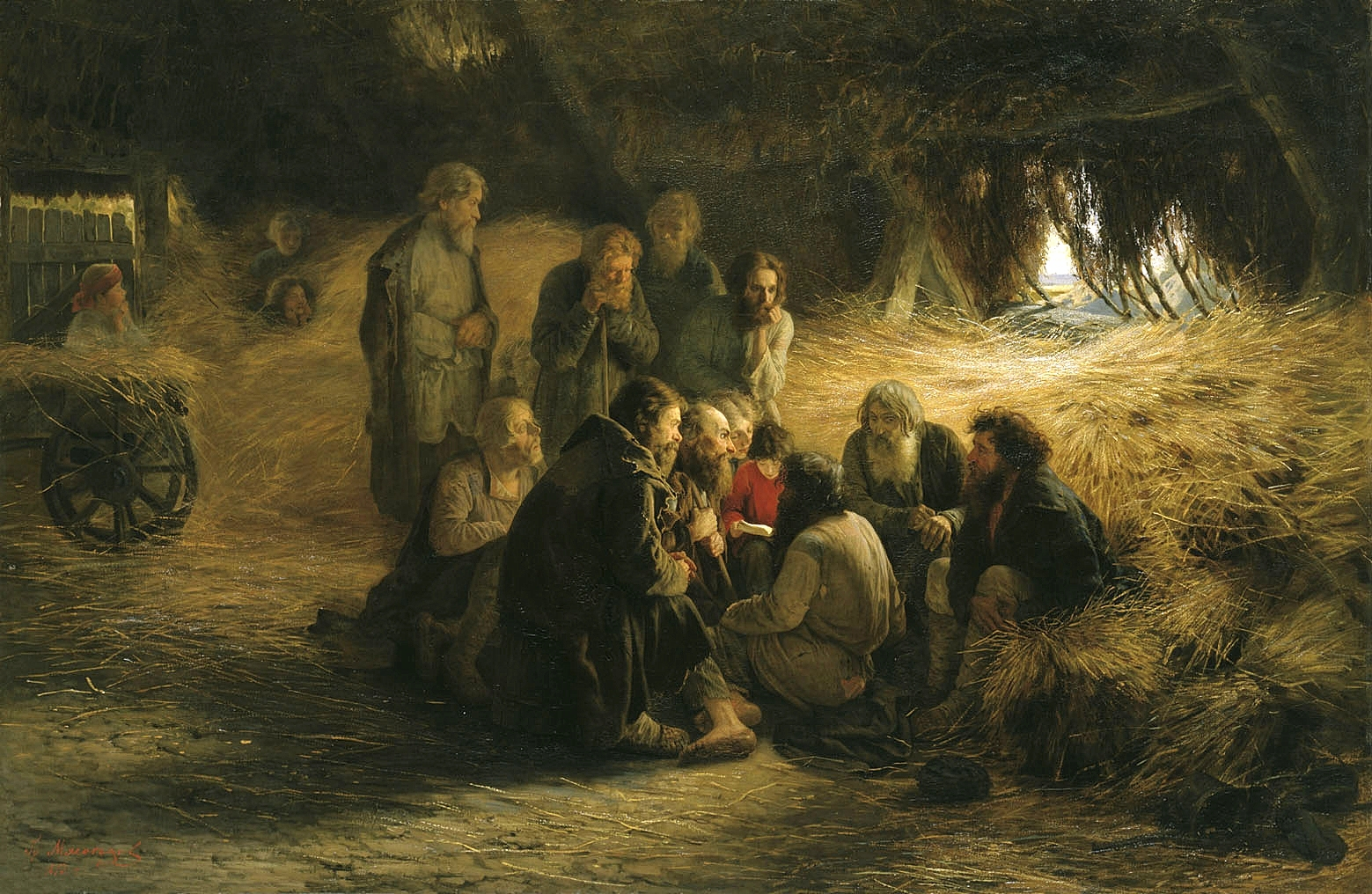
La lecture du manifeste du 19 février 1861, 1873, Galerie Tretiakov, Moscou.
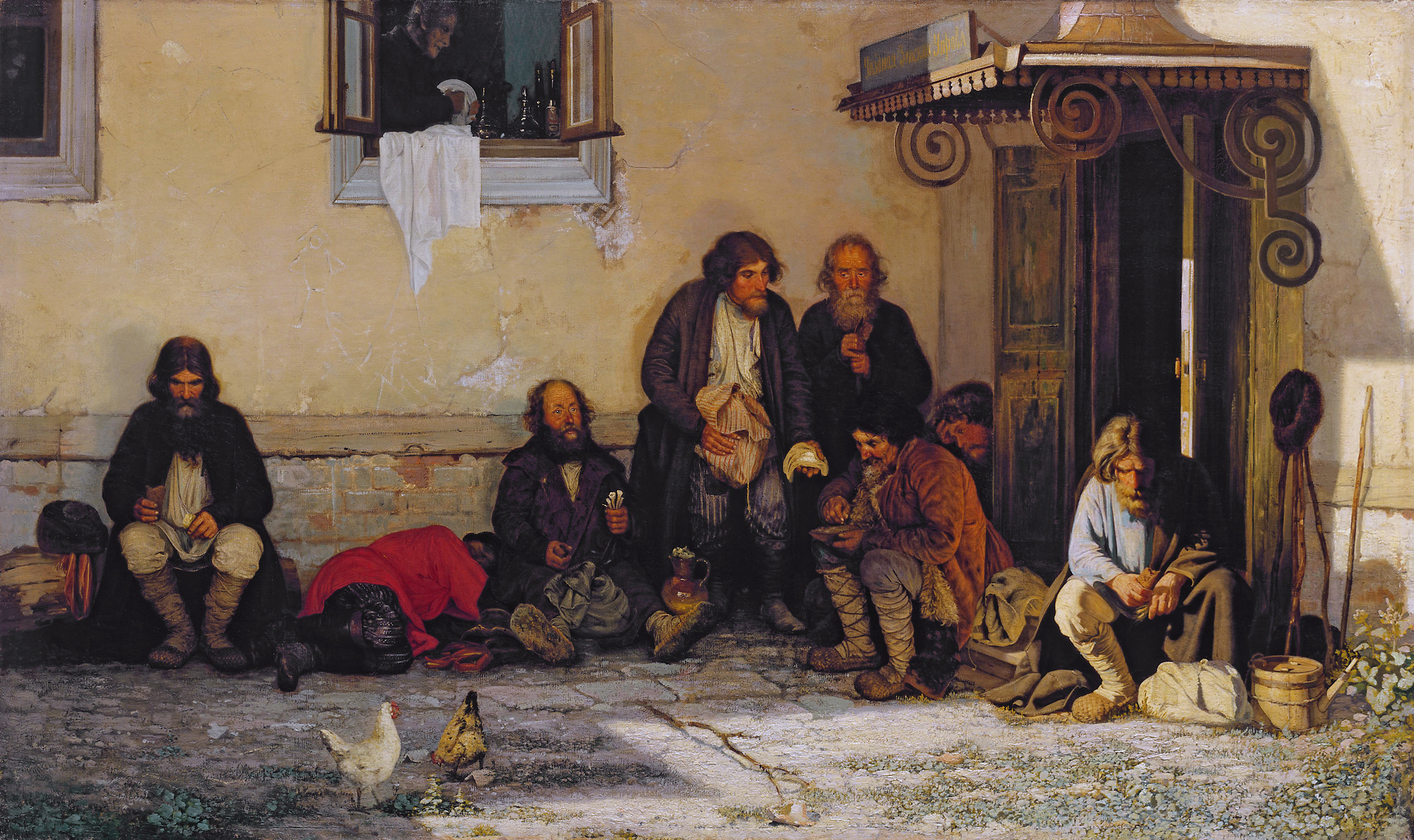
Le Zemstvo déjeune, 1872, Galerie Tretiakov, Moscou.
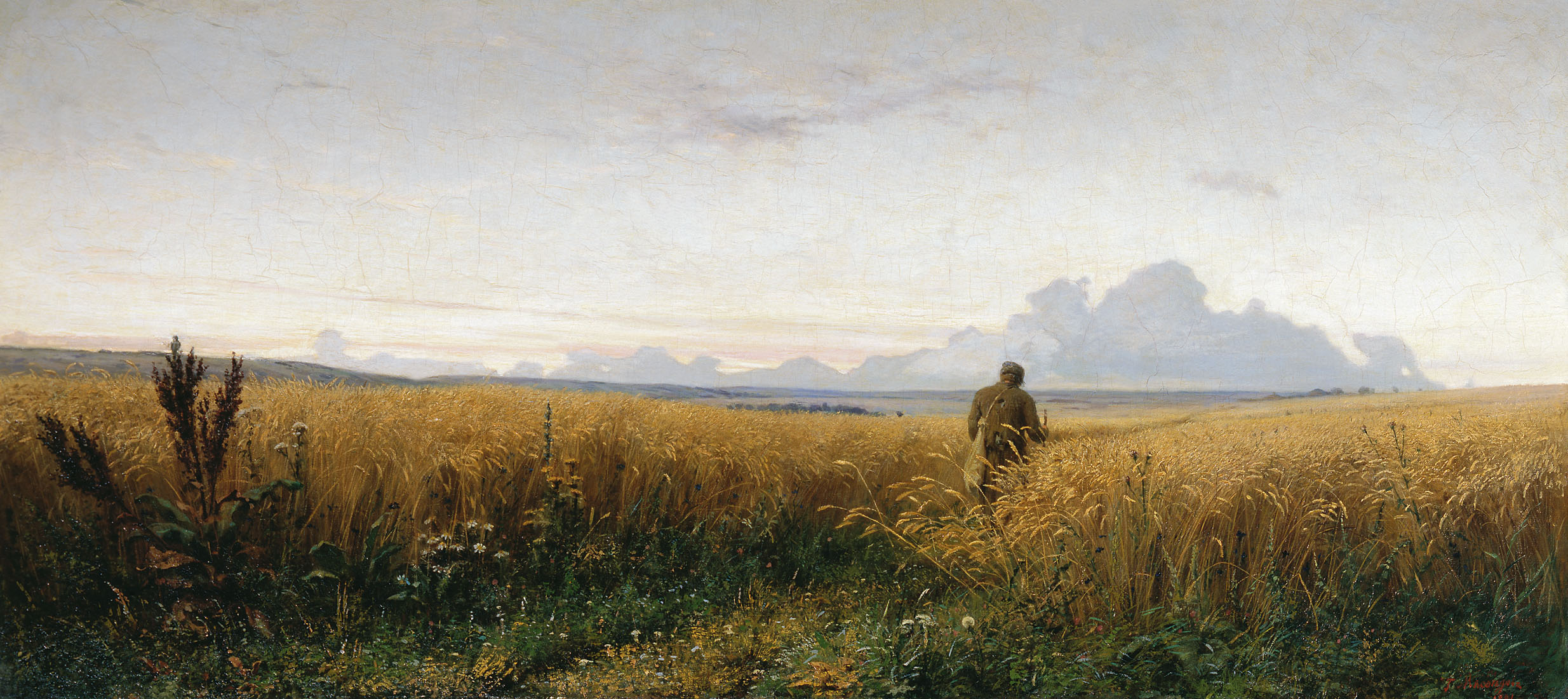
Le sentier dans le seigle, 1881, Galerie Tretiakov, Moscou.
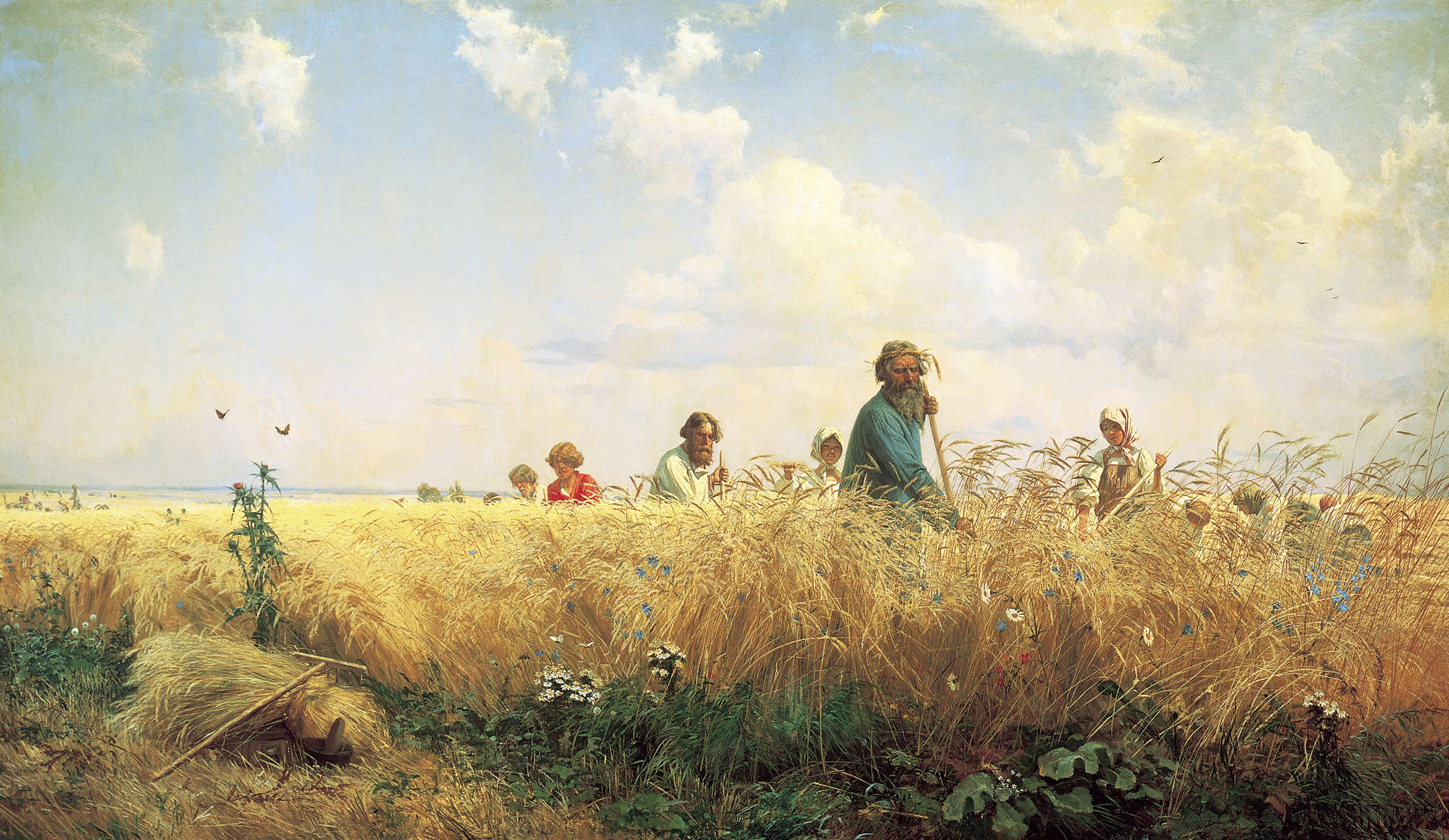
Le Temps des moissons. Les Faucheurs, 1887, Musée russe.
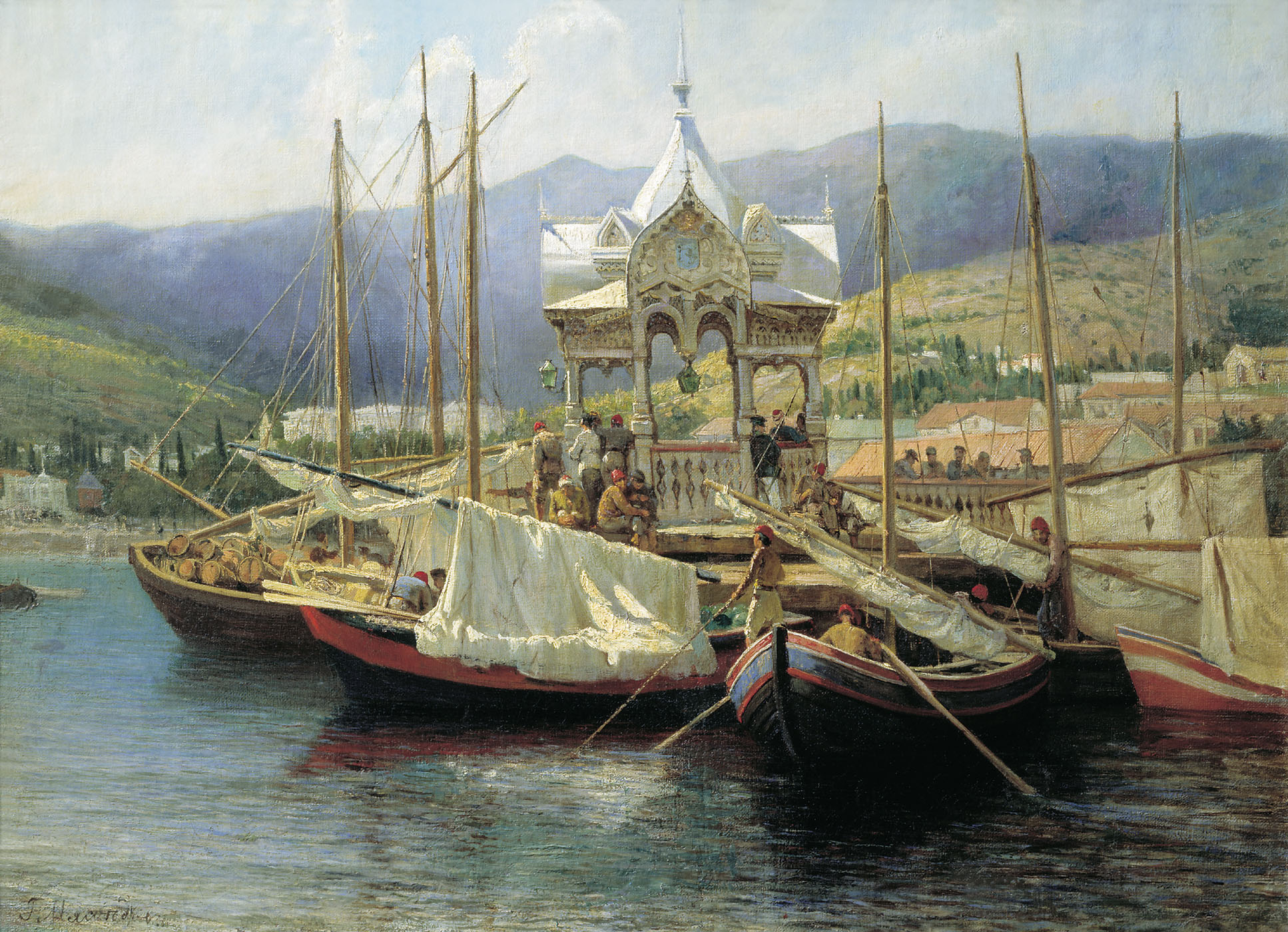
Débarcadère à Yalta, 1890, Musée réserve de Vladimir-Souzdal.
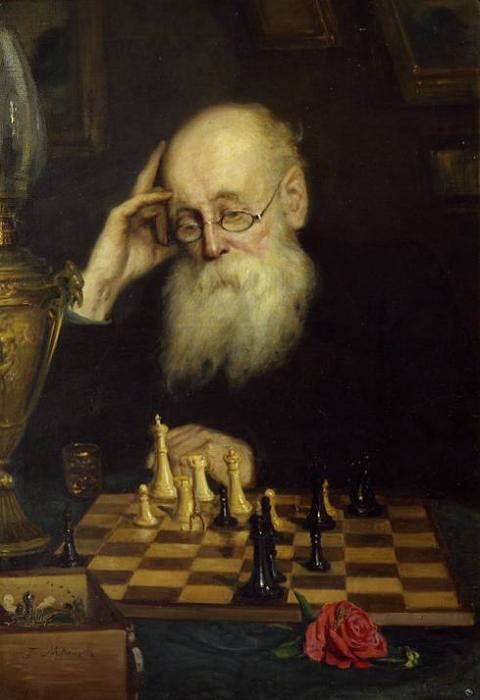
Seul à seul ou le jeu d'échecs, 1907, Musée du jeu d'échecs à Moscou.